# Limnophyton obtusifolium
Limnophyton obtusifolium är en svaltingväxtart som först beskrevs av Carl von Linné, och fick sitt nu gällande namn av Friedrich Anton Wilhelm Miquel. Limnophyton obtusifolium ingår i släktet Limnophyton och familjen svaltingväxter. IUCN kategoriserar arten globalt som livskraftig. Inga underarter finns listade.